# Molophilus (Molophilus) amphacanthus
Molophilus (Molophilus) amphacanthus is een tweevleugelige uit de familie steltmuggen (Limoniidae). De soort komt voor in het Neotropisch gebied.